# 津奈木駅
津奈木駅（つなぎえき）は、熊本県葦北郡津奈木町岩城にある肥薩おれんじ鉄道線の駅である。駅番号はOR11。津奈木町では唯一の駅である。
八代方の次駅である湯浦までの区間は複線となっている他、その駅間距離8.7kmは肥薩おれんじ鉄道線の中で最長となっている。

## 歴史

### 駅名の由来
開業時の地名（葦北郡津奈木村）が由来。
「津奈木」の地名は、「肥前国風土記」の「景行天皇が大泊港（おおどうのみなと）に船をおつなぎになられた」という故事に由来する。近隣に「小津奈木（こつなぎ）」という地区があり、これも「おつなぎ」が由来である。

### 年表
- 1927年（昭和2年）10月17日：鉄道省鹿児島本線の駅として開設[2]。
- 1949年（昭和24年）6月1日：公共企業体である日本国有鉄道が発足。
- 1961年（昭和36年）10月1日：貨物取扱廃止[2]。
- 1968年（昭和43年）5月23日：当駅 - 湯浦駅間が複線化。ホームの配置が島式ホームから現在の相対式ホームになる。
- 1970年（昭和45年）9月1日：荷物扱い廃止[3]。CTC導入に伴い無人化[4]。水俣駅の被管理駅になる。
- 1987年（昭和62年）4月1日：国鉄分割民営化により、九州旅客鉄道の駅となる[2]。
- 1993年（平成5年）4月6日：現駅舎が竣工[5]。
- 2004年（平成16年）3月13日：九州新幹線部分開業に伴う鹿児島本線（八代駅 - 川内駅間）経営移管により、肥薩おれんじ鉄道の駅となる[6]。

## 駅構造

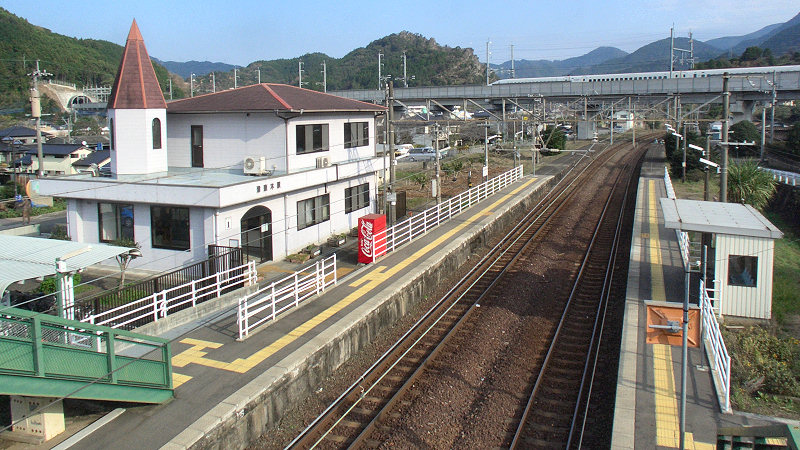
ホーム
（奥に九州新幹線の高架が見える。
複線化されるまでは線路はやや右上にある白い建物に向かって伸びていた。また、右端に微かに見える空地が、かつての下り線跡地である）

相対式ホーム2面2線を有する地上駅。湯浦駅から当駅までは複線である。駅舎は津奈木町商工会館を併設する。無人駅となっている。
今の新駅舎が建築される以前には国鉄時代から使われていた古い木造駅舎が建っており、駅舎内に駅長事務室を改装して作られた喫茶店「停車場（）」が営業していた。
1968年に当駅と倉谷信号場（廃止）間が複線化される前は、駅構内は単式ホーム・島式ホーム複合型2面3線の構造であった。現在の1番ホーム（単式ホーム）は貨物積み下ろし専用ホーム（貨物取扱廃止後は主に上下線通過列車用通過線）で、島式ホーム側2線が運転停車を含む停車列車用の旅客ホームであった。現在の2番ホームの隣に線路が敷かれ、そこが旧2番ホームで現在の2番ホーム側が旧1番ホームであった。複線化の際に用途廃止となっていた通過線の貨物積下ろし用ホームを現在の旅客用1番ホームとして再整備の上新設し、旧1番ホームは下り水俣方面2番ホームとして整備され、旧2番ホームは用途廃止となり線路が撤去された。現在も旧2番ホーム側の遺構は残っており、一部の箇所には当時使われていた枕木が敷設されたまま朽ちた状態で残っている。
また、八代方は複線化工事前は当駅構内から染竹踏切付近まではまだ染竹トンネルはなく、線路は山に沿って迂回する形で敷かれていた。複線化工事の際、列車高速化のために染竹踏切と当駅の間に染竹トンネルを設置して新線に切り替えたことで現在の線形になり、用途廃止となった旧線は住宅や道路用地に転用された。

### のりば
| のりば | 路線                | 方向 | 行先                   | 備考 |
| ------ | ------------------- | ---- | ---------------------- | ---- |
| 1      | ■肥薩おれんじ鉄道線 | 上り | 佐敷・八代・新八代方面 |      |
| 2      | ■肥薩おれんじ鉄道線 | 下り | 水俣・出水方面         |      |

## 利用状況
| 1日乗降人員推移 | 1日乗降人員推移 |
| 年度            | 1日平均人数     |
| --------------- | --------------- |
| 2011年          | 102             |
| 2012年          | 95              |
| 2013年          | 101             |
| 2014年          | 108             |
| 2015年          | 108             |
| 2016年          | 113             |
| 2017年          | 109             |
| 2018年          | 108             |
| 2019年          | 113             |

## 駅周辺

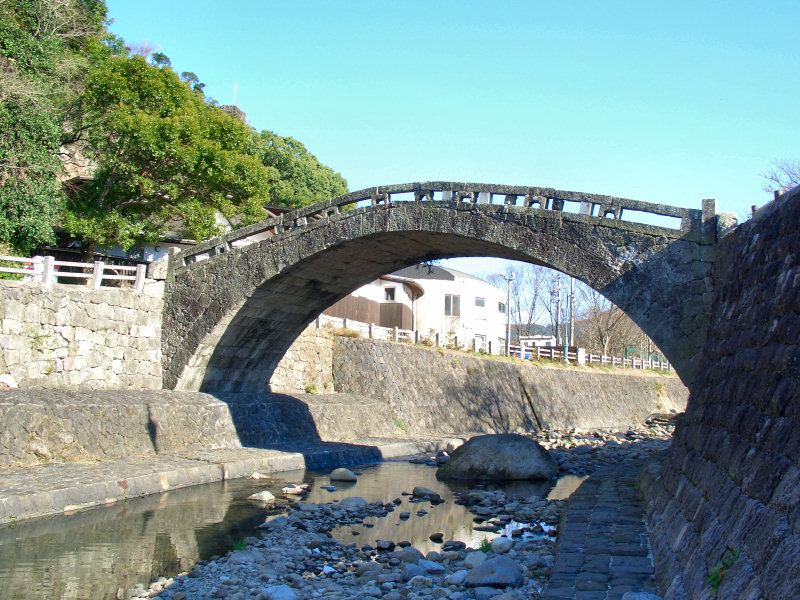
重磐岩眼鏡橋

周辺は住宅が立ち並んでいるが、田畑も多い地域である。国道3号に出てすぐ左手に産交バス津奈木駅前バス停がある。
肥薩おれんじ鉄道の線路は当駅八代寄りで九州新幹線と交差している。
- 国道3号
- 津奈木川
- 津奈木町立津奈木小学校
- 津奈木町立津奈木中学校
- 津奈木共同福祉施設
- つなぎ美術館（くまもとアートポリス第7回推進賞受賞施設）
- つなぎ物産ギャラリー（くまもとアートポリス参加プロジェクト）
- 津奈木温泉
- 重盤岩
- 重盤岩眼鏡橋（県指定重要文化財・くまもとアートポリス選定既存建造物）
- 津奈木町役場
- 津奈木郵便局
- 薬草岳
- 津奈木大橋

湯の児は当駅から約3km程離れているが、当駅からの交通機関は一切無い。
- 湯の児温泉
- 湯の児島
- 湯の児崎
- 湯の児海水浴場
- 湯の児橋

## バス路線
国道3号上に設置されている「津奈木駅前」停留所にて、産交バス（水俣営業所）の路線が発着する。
- 水俣産交
- 水俣港
- 道の駅たのうら
- つなぎ温泉前

この他、水俣市役所方面や平国方面へ結ぶ町営デマンドバスも発着する。かつてはつなぎ温泉から先の赤崎、平国、福浦、女島方面への路線バスが発着していたが、デマンドバスの導入に伴い2015年9月30日限りで廃止された。

## 余談
- 魔法つかいプリキュア!に登場する津成木駅とは異なる。また、作中に登場するICカード対応自動改札機は、在来線に限定すると、最も近い設置駅である熊本駅でも約78ｋｍ離れている。

## 隣の駅
※臨時快速「おれんじ食堂」の隣の停車駅は列車記事を参照のこと。
肥薩おれんじ鉄道
■肥薩おれんじ鉄道線
湯浦駅（OR10） - *（倉谷信号場） - 津奈木駅（OR11） - 新水俣駅（OR12）
*打消線は廃止信号場